# Federación de Juegos de la Mancomunidad
La Federación de Juegos de la Mancomunidad (en inglés: Commonwealth Games Federation (CGF)) es una organización internacional deportiva, encargada de gestionar la dirección y control de la edición de los Juegos de la Mancomunidad. La sede de la organización actualmente reside en Londres, Reino Unido.
La creación de este organismo internacional, donde participan todos los países miembros de la Mancomunidad de Naciones, se originó con el evento de los Juegos del Imperio Británico en 1930 en la ciudad de Hamilton en Canadá. Debido a esta celebración deportiva con éxito, entre representantes de las delegaciones de Canadá y del Reino Unido, incluidos los territorios británicos de ultramar, se inspiraron en los eventos deportivos de los Juegos Olímpicos como el de celebrarse cada cuatro años. Después de los Juegos Olímpicos de Verano de 1932, se decidió crear la "Federación de Juegos del Imperio Británico", como encargada de organizar las ediciones de los Juegos deportivos. A partir de 1952, el nombre de la Federación cambió de Juegos del Imperio Británico a Federación de Juegos del Imperio Británico y de la Mancomunidad y nuevamente en 1966, en Jamaica se volvió a cambiar a su anterior nombre de Federación de Juegos del Imperio Británico. Finalmente, en 1974 en Nueva Zelanda, cambia definitivamente por su actual nombre de Federación de Juegos de la Mancomunidad.
En el 2000, la Federación de Juegos de la Mancomunidad crea los Juegos Juveniles de la Mancomunidad, su primera edición en el mes de agosto de ese mismo año se celebró por primera vez en Edimburgo, Escocia, donde compitieron jóvenes deportistas de los países miembros de la Mancomunidad.

## Miembros de la CGF
| - Anguila 1982, 1998- - Australia 1930- - Bangladés 1978, 1990- - Belice 1978, 1994- - Bermudas 1930–1938, 1954–1982, 1990- - Borneo Septentrional 1958-1962 - Botsuana 1974, 1982– - Brunéi 1958, 1990- - Camerún 1998- - Canadá 1930- - Ceilán 1938–1950, 1958–1970 - Chipre 1978-1982, 1990- - Colonia de Adén 1962 - Costa de Oro 1954 - Dominio de Terranova 1930-1934 - Escocia 1930- - Estado Libre Irlandés 1930-1934 - Federación de Arabia del Sur 1966 - Federación malaya 1950, 1958–1962 - Fiyi 1938, 1954–1986, 1998–2006 - Gales 1930- - Gambia 1970–1982, 1990– - Ghana 1958–1982, 1990– - Gibraltar 1958- - Guayana británica 1930–1938, 1954–1962 - Guernsey 1970- - Guyana 1966–1970, 1978–1982, 1990– - Honduras británica 1962–1966 - Hong Kong 1934, 1954–1962, 1970–1994 - India 1934–1938, 1954–1958, 1966–1982, 1990– - Inglaterra 1930- - Irlanda del Norte 1934–1938, 1954– - Isla de Man 1958 - Islas Caimán 1978- - Islas Cook 1974-1978, 1986- - Islas Malvinas 1982- - Islas Salomón 1982, 1990- - Islas Turcas y Caicos 1978, 1998– - Islas Vírgenes Británicas 1990- - Jamaica 1934, 1954–1982, 1990– - Jersey 1958- | - Kenia 1954–1982, 1990– - Kiribati 1998- - Lesoto 1974- - Malasia 1966–1982, 1990– - Malaui 1970- - Maldivas 1986- - Malta 1958–1962, 1970, 1982– - Mauricio 1958, 1966–1982, 1990– - Montserrat 1994- - Mozambique 1998- - Namibia 1994- - Nauru 1990- - Nigeria 1950–1958, 1966–1974, 1982, 1990–1994, 2002– - Niue 2002- - Isla Norfolk 1986- - Nueva Zelanda 1930- - Pakistán 1954–1970, 1990– - Papúa Nueva Guinea 1962–1982, 1990– - Rodesia 1934–1950 - Rodesia del Norte 1954 - Rodesia del Sur 1954 - Rodesia y Nyasalandia 1958-1962 - Ruanda 2010- - Samoa 1974- - Santa Elena, Ascensión y Tristán de Acuña 1982, 1998– - Sarawak 1958-1962 - Seychelles 1990- - Sierra Leona 1966–1970, 1978, 1990– - Singapur 1958- - Sri Lanka 1974–1982, 1990– - Suazilandia 1970- - Sudáfrica 1930–1958, 1994– - Tanganica 1962 - Tanzania 1966–1982, 1990– - Tonga 1974, 1982, 1990– - Tuvalu 1998- - Uganda 1954–1982, 1990– - Vanuatu 1982- - Zambia 1970–1982, 1990– - Zimbabue 1982, 1990–2002 |